# Meurtres à Aix-en-Provence
Pour plus de détails, voir Fiche technique et Distribution.
Meurtres à Aix-en-Provence est un téléfilm français, de la collection Meurtres à..., écrit et réalisé par Claude-Michel Rome et diffusé pour la première fois, en Suisse, le 4 novembre 2016 sur RTS Un, en Belgique le 6 novembre 2016, sur La Une et en France 13 mai 2017, sur France 3.

## Synopsis
La commandante Anne Giudicelli est chargée de l'enquête sur le meurtre d'un homme retrouvé crucifié dans la crypte de la cathédrale Saint-Sauveur d'Aix-en-Provence. Sur son corps, on retrouve un morceau de vieux parchemin ressemblant à une prophétie de Nostradamus. La sœur de l'enquêtrice est justement une grande historienne spécialisée dans la décryptage de ces prophéties. Malgré dix ans de brouille, les deux sœurs vont devoir collaborer alors que les meurtres se multiplient. 

## Fiche technique[3],[4]
- Réalisation : Claude-Michel Rome
- Scénario : Claude-Michel Rome
- Producteurs : Jean-Benoît Gillig et Nicolas Coppermann
- Producteur exécutif : Éric Jollant
- Directeur de production : Michel Mintrot
- Sociétés de production : Leonis, avec la participation de France Télévisions et du CNC et en coproduction avec Nexus Factory et la RTBF
- Directeur de la photographie : Bernard Dechet
- Chef monteuse : Stéphanie Mahet
- Musique : Fred Porte
- Chef opérateur son : Lionel Dousset
- Chef décoratrice : Marie-Claude Lang Brenguier
- Pays d'origine :  France
- Langue originale : français
- Genre : policier
- Durée : 91 minutes
- Date de diffusion :  
  -  Suisse : 4 novembre 2016, sur RTS Un
  -  Belgique : 6 novembre 2016, sur La Une
  -  France : 13 mai 2017, sur France 3

## Distribution[5]
- Astrid Veillon : Anne Giudicelli
- Isabelle Vitari : Pauline Dorval
- Andréa Ferréol : Éléonore Dorval
- Christophe Rouzaud : Gilles Audiberg
- Jérémie Covillault : Hugo Marciano
- François Feroleto : Marc Lavander
- Renaud Leymans : Laurent Dorval
- Nicolas Sartous : Pierre Villiers
- Yann Lerat : Philippe Borg
- Simon Guibert : Max Atanassian
- Christiane Conil : Aline Page
- Blandine Marmigère : Caroline Page
- Stéphanie Pareja : Marie Atanassian

## Tournage
Le tournage s'est déroulé du 9 mars au 5 avril 2016, à Aix-en-Provence et dans les environs, notamment à Sainte-Victoire, à Gardanne, sur le Cours Mirabeau et sur la Place des Quatre-Dauphins. L'Église de la Madeleine a servi de décor pour les scènes censées se dérouler dans la Cathédrale Saint-Sauveur.
Astrid Veillon et Andréa Ferréol habitent toutes les deux à Aix-en-Provence. 
REMARQUE :  Au début du film, lorsque le personnage de Pauline Dorval arrive chez sa mère pour examiner un livre imprimé au XVIe siècle, cette dernière prononce le mot "manuscrit" pour lui présenter l'ouvrage (3mn 40s.).  Sur ce, sa fille Pauline, historienne réputée, spécialisée en étude des textes de Nostradamus, s'exclame (de 3mn 42 s. à 3mn 47 s.): " Incroyable, un incunable du XVIe siècle écrit de la main de Nostradamus !".  Puis en 3e minute et 40 secondes, gros plan sur l'ouvrage... imprimé.  Ce n'est donc pas un manuscrit de Nostradamus, mais l'un de ses ouvrages imprimé.  Bien sûr, ni le personnage de Pauline Dorval ni sa mère n'auraient parlé ainsi, si les personnages s'exprimaient d'eux-même...   En effet, l'ouvrage étant imprimé, on ne pouvait pas le qualifier de manuscrit (ce mot désignant un livre aux pages écrites à la main, avec plume et encre).  De plus, Nostradamus est né en 1502; or le terme "incunable" désigne tout ouvrage imprimé entre le premier (par Gutenberg) et les suivants jusque vers l'année 1500.  Si l'ouvrage du film fut imprimé vers la moitié du XVIe siècle, il reste encore possible de parler d'un "post-incunable".  Il est dommage que dès la 3e minute du film, les dialogues contredisent l'histoire de l'imprimerie, ainsi que l'image du livre imprimé que nous présente en gros plan, le film (à la 3e mn et 59s.)...  Si Nostradamus demeure mystérieux, l'histoire de l'imprimerie européenne le semblerait-il aussi pour la personne chargée des dialogues de ce film ?

## Sortie DVD
Le téléfilm sort en DVD le 27 juin 2018. Il est édité par LCJ Editions.

## Audience
- France : 4,1 millions de téléspectateurs (première diffusion) (18,2 % de part d'audience)

## Réception critique
Télérama juge que le scénario « apparaît comme une cascade de rebondissements capillotractés, échafaudés autour d'une cellule familiale azimutée, d'une mère castratrice et de vengeances à répétition », qualifiant l'intrigue d'« hautement indigeste », mais salue la prestation d'Astrid Veillon, Isabelle Vitari et Andréa Ferréol. Télé 2 semaines affiche plutôt le sentiment inverse, estimant que « l'enquête parvient à séduire, même si les acteurs ont tendance à surjouer leur partition ». Le magazine belge Télépro, lui, qualifie le téléfilm de « suspense prenant, servi par un charmant duo féminin ».